# Cannon Spike
Cannon Spike (anomenat GunSpike al Japó) és un joc d'acció i tir programat per la companyia Psikyo i editat per Capcom en l'any 2000 per a arcades i, posteriorment, Dreamcast.
La història d'aquest joc ens situava en un futur no gaire llunyà (any 20XX). Una enorme crisi econòmica es plana sobretot el planeta. Açò ha donat lloc a l'aparició d'hordes de robots-terroristes que estan sembrant el pànic per on van. Per a intentar restablir l'ordre, la "World Union for Peace" ha creat un grup d'elit format pels millors soldats capaç de plantar cara a aquesta amenaça. Aquests soldats, a part d'anar equipats amb un descomunal arsenal d'armes de tota classe, posseeixen els Motor Boots, una espècie de patins a propulsió (al més pur Jet Set Radio) que els permeten lliscar-se pel terreny de combat d'allò més bé.

## Personatges
El curiós d'aquest grup de guerrers són els seus integrants, conegudíssims per la majoria de jugadors del món. Entre ells hi ha dos lluitadors de Street Fighter, que eren Charlie i Cammy. També en el grup dels dolents teníem a altre personatge de Street Fighter, el ninja espanyol Vega (encara que en Cannon Spike apareix sota el nom de Balrog, el seu nom original japonès, la qual cosa és rar, perquè als EUA i Europa a aquest personatge se'l coneix com a Vega). També tenim en l'equip a altres personatges de la factoria Capcom com B.B. Hood (Darkstalkers), Megaman (saga Megaman) o una versió futurista de Sir Arthur (Ghouls'n Goblins). També havia un personatge dit Shiba Shintaro que, encara que no ha estat confirmat oficialment per Capcom, sembla bastant probable que siga el mateix personatge que apareixia en el joc Three Wonders de Capcom, ja que també és ros i posseeix el mateix fantasmet púrpura surant al seu costat, exactament igual que el protagonista de Three Wonders. El personatge que queda, que era una xica dita Simone, sembla que fou creada exclusivament per a aquest títol.

## El joc
Cannon Spike es tractava d'un joc d'acció i tir molt similar a Smash TV, on els nostres xics, muntats en patins propulsats (menys Shiba, que usava una taula de surf voladora, B.B. Hood que usava un patinet amb manillar, i Megaman que levitava amb els propulsors que duu en les botes) disparen a tort i a dret contra tot ser vivent que es pose davant. També podien usar tècniques cos a cos (Charlie usava el seu "Sonic Boom", Cammy usava les seues potents puntades…) per a eliminar a enemics propers. Tenien a la seua disposició diverses armes de foc i bombes.
Gràficament el joc era bastant bo, molt a l'estil Power Stone. El so era el punt més fluix del joc, ja que les músiques eren molt funcionals i no gaire enganxoses, i les veus es limitaven a unes poques frases que deien els personatges al fer les seues tècniques més potents.
El joc primer va eixir al Japó en arcades sota la placa NAOMI amb el nom de GunSpike. Més tard fou feta una conversió per a Dreamcast.
En aquest joc, podíem veure a Charlie i a Cammy com mai els havíem vist, en plena acció empunyant armes i salvant al món en pla superherois (i a Vega fent de dolent).
Com s'esmenta abans al Japó aquest joc es diu GunSpike, quan el joc va aparèixer als EUA i Europa, se li canvià el nom a Cannon Spike, i aquest és el nom d'una de les tècniques de lluita de Cammy (la famosa puntada que realitza contra atacs aeris).